# 일재 이항선생 유허비
일재 이항선생 유허비는 대한민국 전라북도 정읍시 태인면에 있다. 2016년 7월 26일 정읍시의 향토문화유산 제10호로 지정되었다.

## 개요
호남성리학의 거두 일재 이항 선생이 41세에 한양에서 이주하여 78세로 생을 마칠때까지 살았던 곳에 1749년 유허비를 세웠다.비문은 유숙기(금구현감,전주판관역임)가 썼으며 비문에는 일재 이항 선생의 학문적 위상과 이 곳으로 이주하여 살았던 내역을 기록하고 있다. 서울에서 태어난 일재 이항 선생은 이곳으로 이주하여 일생동안 학문을 연마하며 제자들을 양성하였는데 많은 제자들이 임진왜란때 의병으로 활약하였다.

## 같이 보기
- 이항 (1499년)